# Oppedette
 Oppedette  es una población y comuna francesa, situada en la región de Provenza-Alpes-Costa Azul, departamento de Alpes de Alta Provenza, en el distrito de Forcalquier y cantón de Reillanne.

## Demografía
| 198 | 133 | 214 | 227 | 234 | 236 | 240 | 228 | 249 | 227 | 226 | 215 | 221 | 214 | 177 | 170 | 164 | 142 | 149 | 137 | 110 | 93 | 95 | 76 | 57 | 41 | 32 | 43 | 52 | 62 | 38 | 56 |
| Para los censos de 1962 a 1999 la población legal corresponde a la población sin duplicidades (Fuente: INSEE [Consultar]) |     |     |     |     |     |     |     |     |     |     |     |     |     |     |     |     |     |     |     |     |    |    |    |    |    |    |    |    |    |    |    |